# Psammophilocyclops paucisetosus
Psammophilocyclops paucisetosus is een eenoogkreeftjessoort uit de familie van de Cyclopidae. De wetenschappelijke naam van de soort is voor het eerst geldig gepubliceerd in 2011 door Lee & Chang.